# Wolfe Tone
Theobald Wolfe Tone (irsky: Bhulbh Teón; 20. června 1763 Dublin – 19. listopadu 1798 Dublin) byl irský revolucionář a jeden ze zakladatelů Society of United Irishmen, republikánské společnosti, která roku 1798 vyvolala povstání proti anglické nadvládě v Irsku. Tone sehrál důležitou úlohu při sbližování irských katolíků a presbyteriánů a při získávání francouzské pomoci pro povstání. V listopadu 1798 byl při svém druhém pokusu o přistání v Irsku s francouzskými jednotkami a zásobami zajat britskými námořními silami. V té době však povstání již bylo rozdrceno. Tone zemřel před plánovanou popravou, pravděpodobně vlastní rukou. Pozdější generace Tonea vyzdvihly jako otce irského republikánství, je proto důležitou postavou moderní irské národní identity. Jeho hrob v Bodenstown v hrabství Kildare je místem každoročních oslav.

## Raný život
Wolfe Tone se narodil 20. června 1763. Rodina jeho otce byli hugenoti, kteří uprchli do Anglie z Gaskoňska v 16. století, aby unikli náboženskému pronásledování. V 17. století se usadili v Dublinu. Theobaldův otec, Peter Tone, byl výrobce kočárů, který měl farmu poblíž Sallins v hrabství Kildare a patřil k Irské církvi (oficiální protestantská, de facto anglikánská církev navázaná na zájmy anglické koruny). Jeho matka pocházela z katolické kupecké rodiny, po Theobaldově narození konvertovala k protestantismu. Jeho dědeček z matčiny strany byl námořním kapitánem v západní Indii.
Byl pokřtěn jako Theobald Wolfe Tone na počest svého kmotra, Theobalda Wolfa z Blackhallu, bratrance Arthura Wolfea, prvního vikomta z Kilwardenau. Nicméně kolovalo mnoho pověstí, že Tone byl ve skutečnosti syn Theobalda Wolfea, nikoli kmotřenec. Pokud by to byla pravda, byl by Tone nevlastním bratrem básníka Charlese Wolfea.
V roce 1783 našel Tone práci jako vychovatel Anthonyho a Roberta, mladších nevlastních bratrů Richarda Martina z Galway, prominentního zastánce katolické emancipace. Tone se zamiloval do Martinovy ženy, ale podle Tonea poměr neměli. Během tohoto období krátce zvažoval kariéru divadelního herce.
Vystudoval práva na Trinity College v Dublinu, kde se stal aktivním členem debatního klubu College Historical Society a v roce 1785 byl zvolen jeho auditorem. Ve stejném roce se oženil. V únoru 1786 absolvoval. Kvalifikoval se jako advokát v King's Inns roku 1789, ve věku 26 let.
Přispíval do časopisů (zejm. European), s přáteli napsal i jeden román (Belmont Castle). Vypracoval plán na založení vojenské kolonie na Havaji, který předložil Williamu Pittovi mladšímu, ale byl zklamán, nenašel žádnou podporu. Poté plánoval narukovat jako voják do Východoindické společnosti, ale podal žádost příliš pozdě.

## Politik
V září 1791 Tone publikoval brožuru An Argument on behalf of the Catholics of Ireland, kterou podepsal jako „Whig ze severu“. V ní se postavil vůči „vlažné“ politice irských whigů, jako byli Henry Flood nebo Henry Grattan, kteří usilovali o katolickou emancipaci a parlamentní reformu, aniž by bylo narušeno pouto s Anglií. Tone vyzýval ke spolupráci mezi náboženstvími v Irsku a označoval ji za jediný způsob, jak dosáhnout nápravy historických křivd na Irsku.
William Drennan, který sdílel Toneovu frustraci, navrhl svým převážně presbyteriánským přátelům v Belfastu „dobré spiknutí“ ve jménu painovských ideálů, parlamentní reformy a „skutečné nezávislosti“ pro Irsko. Když se Tone zúčastnil jejich prvního setkání v Belfastu v říjnu 1791, zopakoval svůj základní argument z brožury: žádná irská vzpoura nikdy nedosáhla úspěchu, protože protivládní protestanti a katolíci spolu nedokázali spolupracovat. Irsko bude i nadále řízeno ve výhradních zájmech Anglie, dokud irští protestanti zůstanou „neliberální“, „bigotní“ a „slepí“, prohlásil. To mělo obrovský ohlas a ihned byla založena tajná společnost United Irishmen (název vymyslel Tone). Ve svých rituálech a mechanismech fungování byla lehce inspirována svobodným zednářstvím. Velmi rychle se začala šířit mezi presbyteriány na severu a začala se propojovat s podobnou tajnou katolickou organizací Defenders.
Katolíci zapojení do společného výboru v Dublinu nicméně nebyli jednotní ohledně kroků, které by se měly podniknout, a v prosinci 1791 se šedesát osm vlivných katolíků v čele s lordem Kenmarem z hnutí stáhlo.
V dubnu 1793 (nikoli bez souvislosti s revolučním děním ve Francii) umírněný Grattan vybojoval schválení zákona, jímž katolíci v Irsku získali volební právo (ne právo být zvoleni) za stejných podmínek jako protestanti (tedy na základě majetkového censu). Mohli také sloužit jako advokáti a armádní důstojníci. Nemohli však být jmenováni státními úředníky nebo porotci u soudu. Angličané tímto krokem chtěli utlumit odbojné nálady v Irsku.
Část hnutí však byla děním ve Francii naopak radikalizována. V roce 1794 se v United Irishmen, pod Toneovým zásadním vlivem, prosadilo republikánství. Členové začali skládat přísahu, že budou usilovat o svržení monarchického systému v Irsku a založení republiky. Tone s revoluční Francii jednoznačně sympatizoval, Francie a Británie však byly od počátku roku 1793 ve válce. Tím se postavení Toneovy skupiny začalo stávat ošemetnějším než dříve.
Ošemetnosti přibylo, když pod vlivem idejí francouzské revoluce Tone začal hovořit o nutnosti „dechristianizace“ Irska. To vyvolalo silnou nechuť u katolíků. Většina jeho bohatších katolických příznivců v roce 1794 tak z hnutí odpadla. Tone tím nicméně jen rozvinul svou základní ideu: že náboženství je faktor, který brání vytvoření jednotného irského národa. „Pojem Ir musí nahradit staré pojmy katolík či protestant,“ popsal to sám Tone.
United Irishmen začali vkládat své naděje do francouzské invaze. Irský duchovní žijící v Anglii, reverend William Jackson, který během svého dlouhého pobytu ve Francii přijal revoluční názory, přijel do Irska, aby zjistil, do jaké míry je irský lid připraven tuto invazi podpořit. Tone vypracoval pro Jacksona memorandum, ve kterém Irsko označil za zralé pro revoluci. Memorandum se však dostalo do rukou britských úřadů. V dubnu 1794 byl Jackson zatčen a obviněn z velezrady. Během soudu dramaticky spáchal sebevraždu.
Několik předních Sjednocených Irů, včetně Archibalda Hamiltona Rowana, uprchlo ze země a organizace byla na čas rozbita. Tone, který se neúčastnil schůzí společnosti od května 1793, zůstal v Irsku až do soudu s Jacksonem, pak mu byla - po dohodě s vládou - umožněna emigrace do Spojených států, kam dorazil v květnu 1795 (usadil se ve Filadelfii). Před odjezdem v Belfastu na hoře Cavehill složil s dalšími irskými radikály přísahu, že nikdy neustane v úsilí o svržení anglické vlády v Irsku.
V Americe byl však Tone velmi frustrovaný. Několik měsíců po příjezdu napsal Thomasi Russellovi sžíravý dopis, v němž vyjádřil mimořádný odpor k americkému lidu, o kterém uvedl, že není o nic demokratičtější než Britové. Popsal George Washingtona jako bytostného aristokrata a shledal, že „aristokracie peněz a úspěchu“ v Americe se mu líbí ještě méně než tradiční aristokracie evropská.
Nakonec Tone odjel do Paříže, aby přesvědčil francouzskou vládu k vyslání vojenské výpravy do Irska. V únoru 1796 vedl rozhovory s De La Croixem a Carnotem. Na oba zapůsobila Toneova energie, upřímnost a schopnost. Byl jmenován generálním pobočníkem ve francouzské armádě. Podporoval z této pozice mj. projekt vylodění v Anglii, po němž měl být Bristol srovnán se zemí.

## Hocheova expedice a povstání
Francouzské Direktorium nakonec skutečně naplánovalo vylodění v Irsku na podporu irské revoluce, o jejímž vypuknutí vzápětí po vylodění Tone Francouze ujistil. Dne 15. prosince 1796 vyplula z Brestu výprava pod velením Lazara Hoche sestávající ze třiačtyřiceti plavidel a vezoucí 14 450 mužů s velkou zásobou válečného materiálu. Výprava však skončila trapně – nedokázala přistát kvůli silné bouři a větru, a to přesto, že Francouzi čekali na lepší počasí několik dní. Nakonec se celá „invazní armáda“ vrátila do Francie, což vedlo Tonea k zahořklosti a dosti tvrdé kritice Francouzů.
Tone znovu získal naději, když se Hoche stal ministrem války Francouzské republiky. V červnu 1797 se Tone zúčastnil příprav na vojenskou výpravu do Irska z Batávské republiky, loutkového profrancouzského státu vytvořeného v Nizozemí. Výprava pod vedením holandského viceadmirála Jana de Wintera se však neustále odkládala, a když se konečně dostala na moře, byla okamžitě rozdrcena admirálem Adamem Duncanem v bitvě u Camperdownu 11. října 1797. Tone se pak vrátil do Paříže. Generál Hoche, hlavní francouzský příznivec Tonea a „irské věci“, zemřel na tuberkulózu 19. září 1797.
Kruté britské represe započaté v roce 1797 mezitím v Irsku přiměly vedení United Irishmen zahájit povstání bez francouzské pomoci. Avšak také takřka bez katolické podpory, neboť katolíci se nesmířili se spojenectvím s Francií, která právě v té době napadla papežské sídlo v Římě a na počátku roku 1798 zde založila antiklerikální „Římskou republiku“.
Napoleon Bonaparte, s nímž měl Tone v této době několik rozhovorů, byl méně ochotný než Hoche podniknout větší irskou výpravu. Když v Irsku v roce 1798 vypuklo povstání, vydal se Napoleon raději do Egypta. Tone naléhal na Direktorium, aby vyslalo účinnou pomoc irským rebelům. Vymohl však jen několik nájezdů na irské pobřeží. První z nich pod velením generála Jeana Humberta uspěl poblíž Killaly v hrabství Mayo, načež Humbert nařídil vylodění a získal určité zázemí v Connachtu, než jej pokořili generál Lake a Charles Cornwallis. Při té příležitosti byl chycen a pověšen Wolfeův bratr Matthew. Druhý nájezd ztroskotal u Donegalu. Wolfe Tone se zúčastnil třetího nájezdu pod vedením admirála Jeana-Baptiste-Françoise Bomparta. Výprava 3000 Francouzů narazila na britskou eskadru u přístavu Buncrana 12. října 1798. Tone na palubě lodi Hoche odmítl Bompartovu nabídku na útěk ve fregatě a byl zajat, když se Hoche vzdala.

## Smrt
Po čtrnácti dnech byl Tone, zajatý v uniformě francouzského generála, poznán. Byl postaven před válečný soud v Dublinu dne 8. listopadu 1798. Přiznal se ke svému odhodlanému nepřátelství vůči Anglii a snaze oddělit Irsko od Británie. Požádal jen o to, aby mu byla dopřána smrt vojáka, tedy aby byl zastřelen.
Dne 10. listopadu 1798 byl shledán vinným a 12. listopadu odsouzen k oběšení. Než byl tento rozsudek vykonán, byl buď smrtelně zraněn v důsledku mučení britskými vojáky, nebo, jak je dnes obecněji přijímáno, spáchal sebevraždu tím, že si podřízl hrdlo. Zemřel však až sedm dní po tomto pokusu.

## Odkaz
Tone byl přijat hnutím Mladé Irsko ve 40. let 19. století (které pak iniciovalo revoluci roku 1848) jako symbol a národní hrdina. Jeho docenění v širokých masách irského nacionalismu však dlouho přesto bránilo to, že byl protestant a antiklerikál. Tyto aspekty jeho politiky a osobnosti byly někdy i zamlčovány. Irští republikáni z IRA sice každé léto pořádají vzpomínkové akce u Toneova hrobu v Bodenstownu, symptomatické ovšem je, že například v roce 1934 došlo při této akci k násilným střetům s protestanty, kteří chtěli vzdát Toneovi rovněž úctu.
V roce 1971 se jeho hrob stal předmětem útoku britských loajalistů ze Sboru ulsterských dobrovolníků.
Na počest Wolfe Tonea je pojmenováno několik sportovních klubů v Irsku a severní Americe.
V roce 1963 založili Brian Warfield, Noel Nagle, Tommy Byrne a Derek Warfield irskou hudební skupinu The Wolfe Tones. Na počest Tonea bylo rovněž pojmenováno několik ulic, náměstí a mostů, včetně Wolfe Tone Square v Dublinu a Wolfe Tone Bridge přes řeku Corrib ve městě Galway.